# Florencia Zabaleta
Florencia Zabaleta Gómez (Maldonado, 26 de abril de 1983) es una actriz uruguaya.

## Biografía
Integra el elenco de la Comedia Nacional desde el año 2008.
En 1995, inició su formación en el Teatro de la Mancha de su ciudad natal y en el Centro Regional de Teatro. Cursó la carrera de actores en la Escuela Multidisciplinaria de Arte Dramático Margarita Xirgu de la que egresó en 2005.
Ha participado en ficciones televisivas y en varios largometrajes. En 2017 ganó el premio a Mejor Actriz que otorga la Asociación de Críticos de Cine del Uruguay por su rol en la ópera prima de Roberto Suárez, Ojos de Madera.
Incursiona en la dirección teatral con Maratón Liscano (2016) y Casi sin pedir permiso, un documental teatral (2019).

## Filmografía
- Ojos de Madera de Roberto Suárez (2017)
- Dos Hermanos de Daniel Burman
- El Rincón de Darwin de Diego Parker
- El ingeniero de Diego Arsuaga
- Lo inefable (cortometraje) de María Rama

## Teatro
Nociones básicas para la construcción de puentes de Jimena Márquez sobre M. Benedetti
Madre Coraje de Bertolt Brecht Dir. Dan Jemmet
Drama sobre Mirjana y los que la rodean de Igor Martinic Dir. Diego Arbelo
La Ternura de Alfredo Sanzol Dir. Bernardo Trías
La vuelta al desierto de Bernard-Marie Koltés Dir. Gabriel Calderón
Yerma de Federico García Lorca Dir. Marisa Bentancour
Tiempo de fiesta de Harold Pinter Dir. Ana Pañella
Otelo de W. Shakespeare Dir. Dan Jemmet
El lugar de las luciérnagas de Damián Barrera
Como gustéis de Shakespeare Dir. Levón.
El poder nuestro de cada día de Alberto Paredes. Dir. Mario Ferreira
Los descendientes de Franklin Rodríguez. Dir. María Varela
El casamiento de Fígaro de Beaumarchais. Dir. Coco Rivero
Pacamambo de Wajdi Mouawad. Dir. Ramiro Perdomo
Arcadia de Tom Stoppard. Dir. Jorge Denevi
Kronos, una calma erótica escrita y dirigida por Michal Znaniecki
Paisaje marítimo de Edward Albee Dir. Mario Ferreira
Ahora empiezan las vacaciones de Paco Bezerra, Dir. Sebastián Barrios
Las descentradas de Salvadora Medina Onrubia, Dir. Mariana Percovich
El tobogán de Jacobo Langsner, Dir. Juan Worobiov
Doña Ramona de Víctor Manuel Leites, Dir. Jorge Bolani
Cuento de invierno de William Shakespeare. Dir. Levón.
Los de siempre sobre textos de Florencio Sánchez, Dir. María Varela
La Confesión de Don Juan de Anatoli Krym, Dir. Mary da Cuña
Ararat de Santiago Sanguinetti, Dir. Alberto Rivero 
Whiteman y Cararroja de George Tabori, Dir. Sergio Pereira (Ruth)
Detrás del Olvido de Leonardo Presiozzi, Dir. Juan Antonio Saraví
La estrategia del comediante. Dir. Roberto Suárez
Las Traquinias de Sófocles. Dir. Adel Hakim
Amor Malevo Texto y dirección Rubens Motta
Montevideo oculto. Texto y dirección Rubens Motta
Don juan, la última mujer. Selección dramatúrgica y Dirección Norberto Chozas